# Amomum plicatum
Amomum plicatum là một loài thực vật có hoa trong họ Gừng. Loài này được Vichith Lamxay và Mark Fleming Newman mô tả khoa học đầu tiên năm 2012.

## Phân bố
Loài này sinh sống trong rừng thường xanh, ở cao độ từ thấp đến trung bình, trên đồi đá vôi gần các thác nước hoặc ven suối, trong khoảng 335–877 m (1.100-2.880 ft) tại Lào. Mẫu vật điển hình thu thập tại huyện Xaysetha, tỉnh Attapeu.

## Mô tả
Cây thân thảo mọc thành cụm, cao đến 1–1,2 m, 6–7 thân giả mỗi cụm; thân đường kính ~0,5–1 cm, màu hồng sau đó đỏ ánh nâu; không rễ cọc; khoảng giữa các thân giả 3–5 cm, vảy hình tam giác đến hình trứng, 1–2 × 0,5–1,5 cm, màu nâu nhạt sau đó nâu sẫm, như da, có sọc, nhẵn nhụi, đỉnh nhọn. Thân giả với 5-8 lá mỗi thân giả, hơi phồng ở gốc, đường kính 0,5-0,8 cm, màu ánh hồng sau đó nâu ánh đỏ, có sọc, nhẵn, bóng, nhẵn nhụi; lưỡi bẹ hình mũi mác đến hình trứng, chẻ đôi, dài 0,3–1 cm, màu nâu nhạt, như da, nhẵn nhụi, đỉnh thuôn tròn đến nhọn, mép có lông rung đến nhẵn nhụi; cuống lá có rãnh ở gốc, hình trụ ở trên, dài 7–15 cm, có sọc, nhẵn nhụi; phiến lá hình elip đến thuôn dài, 12–35(–50) × 5–10(–20) cm, màu xanh lục sẫm ở trên, màu xanh lục nhạt ở dưới, uốn nếp, nhẵn nhụi, gốc thon nhỏ dần, đỉnh hình đuôi, mép nguyên, gân chính nổi rõ phía dưới, gân phụ nổi rõ.
Cụm hoa sinh ra từ gốc, 1-3 trên mỗi thân giả; phần mang hoa hình elipxoit đến hình trứng, 2–5 x 2–3 cm, ~ 4 hoa nở cùng lúc; cuống 2-5 × 0,5 cm, màu hồng rồi đỏ, nhẵn nhụi; vảy hình tam giác 0,5 x 0,3 cm ở gốc, hình trứng rộng 1,5–2 × 1–1,2 cm ở trên, màu hồng ánh lục sau đó màu lục ánh đỏ sẫm, cứng, như da, có sọc, nhẵn nhụi, đỉnh có khía răng cưa, có nắp với cựa ngắn; lá bắc hình thuyền đến hình mác, 1,5–2 × 1 cm, màu nâu nhạt, như da cứng, có sọc, nhẵn nhụi, đối diện 1–2 hoa, đỉnh nhọn, mép có lông rung về phía đỉnh; lá bắc con hình trứng đến hình mũi mác, 1,5–2 × 0,5–0,8 cm, màu nâu nhạt, dạng màng, rất mỏng, có sọc, nhẵn nhụi, đỉnh có nắp với cựa dày, ngắn, như da, dài ~0,2 cm, mép có lông rung. Đài hoa hình ống, 3 răng, 1,3-1,5 × 0,3 cm, màu nâu nhạt, dạng màng, có sọc, nhẵn nhụi; ống đài hoa dài 0,8–1 cm; răng dài 0,2 và 0,5 cm, đỉnh có nắp với cựa dày, ngắn. Tràng hoa màu trắng, dài 2,8–3 cm, ống tràng dài 1,5-1,7 cm, như da, mặt trong từ nhiều lông đến có lông cứng ở trên; các thùy tràng ở bên 1,5–1,7 × 0,5–0,7 cm, như màng, nhẵn nhụi, đỉnh có nắp; thùy tràng trung tâm 1,5–1,7 × 0,8–1 cm, như màng, nhẵn nhụi, đỉnh có nắp với cựa dài, dày, như da, ~0,3 cm; cánh giữa môi dưới có vuốt, 1,5–2 × 1,5–2 cm, màu trắng với sọc trung tâm màu vàng và các đường gân rõ ràng tỏa ra tới mép, phần gốc hợp sinh với chỉ nhị tạo thành ống dài ~0,4 cm phía trên điểm chèn các thùy tràng hoa, nhẵn nhụi, mặt gần trục với 2 đường gồm các lông dài ở đáy và trung tâm, đỉnh như màng, 3 thùy; nhị lép ở bên hình tam giác đến thuôn dài, dài 0,1 cm, màu trắng. Chỉ nhị dẹt, dài 0,3 cm, màu trắng, nhẵn nhụi; bao phấn thuôn dài, 0,6 × 0,3 cm, màu trắng, nhẵn nhụi; mào bao phấn 3 thùy, các thùy bên thuôn tròn, nhỏ, rộng ~0,1–0,2 cm, thuỳ trung tâm ~0,3 x 0,2 cm, màu trắng, như màng, nhẵn nhụi. Đầu nhụy hình chén, nhẵn nhụi, đỉnh có lông rung; vòi nhụy nhẵn nhụi; các tuyến trên bầu thuôn dài, dài 0,5 cm, nhẵn nhụi; bầu nhụy đường kính 0,3 cm, ~9-10 gờ, nhẵn nhụi, cuống nhẵn nhụi, dài ~0,5 cm; noãn hình cầu, ~35 mỗi ngăn. Cuống cụm quả 5-10 × 0,5 cm, màu nâu sẫm ánh lục, nhẵn nhụi; phần mang quả 5 × 3 cm, đối diện ~3–5 quả; quả trên cuống dài 0,5–0,8 cm, hình trứng, màu ánh hồng, nhẵn nhụi, 1,2–2 × 1–1,5 cm, 9 cánh, cánh rộng 0,2 cm, gợn sóng. Hạt hình cầu, đường kính 0,2-0,3 cm, nhẵn nhụi, ~25 mỗi ngăn.
A. plicatum tương tự như A. repoeense bởi các lưỡi bẹ chẻ đôi, lá bắc con hình mũi mác, sự hiện diện của các xim hoa bọ cạp so le và cánh môi ba thùy nhưng khác nhau rõ ràng ở chỗ phiến lá uốn nếp và các bẹ nhẵn nhụi, bóng, ống hình thành phía trên điểm chèn của các thùy tràng hoa bởi phần đáy của cánh môi và đáy của chỉ nhị, và quả hình trứng với cánh gợn sóng. Nó chia sẻ một số đặc điểm với A. subcapitatum, cụ thể là kiểu phát triển mọc thành cụm với khá ít lá, các lá bắc đôi khi đối diện với các xim hoa bọ cạp so le với nhiều hơn một hoa, cánh môi ba thùy, lưỡi bẹ chẻ đôi và quả có cánh, nhưng khác ở chỗ có quả hình trứng với cánh lượn sóng chứ không phải quả hình cầu với cánh thẳng.